# Загданський Андрій Євгенович
Андрі́й Євге́нович Загда́нський (*9 березня 1956, Київ) — успішний транснаціональний незалежний режисер та продюсер документального кіно родом з України.

## Життєпис
Народився 9 березня 1956 р. в Києві в родині сценариста Євгена Загданського. Закінчив Київський державний інститут театрального мистецтва імені Івана Карпенка-Карого (1979), майстерня Абрама Народицького.
З 1981 по 1988 працював на Київській кіностудії науково-популярних фільмів, з 1988 по 1992 на студії «Четвер».
Створив фільм «Тлумачення сновидінь»  (1990. Гран-прі II Всесоюзного фестивалю документального кіно, Вороніж, 1990). 
Фільм займає 64-у позицію у списку 100 найкращих фільмів в історії українського кіно. 
В 1988–1996 рр. був членом, в 1990–1992 рр. секретарем Спілки кінематографістів України. Зараз живе у США, нагороджений Рокфеллерівським «феллоушип» (1994), створив незалежну кінокомпанію AZ Films L.L.C. (1996). член Європейської кіноакадемії.
В 2023 нагороджений премією української Кіноакадемії  ”Золота Дзиґа” за внесок у розвиток українського кінематографа. 

## Фільмографія
Створив фільми:
- Реєстрація (1988)
- «Тлумачення сновидінь» (1990)
- Двоє (1992)
- Шість днів у Нью-Йорку (2001)
- Вася (2002)
- Костянтин та Миша (2006)
- Помаранчева зима (2007)
- Мій батько Євген (2010)
- Тротуари Парижа (2013)
- Вагріч і чорний квадрат (2015)
- Гарік (2017)
- Михайло і Даниїл (2018)
- Національний музей (2021)
- Дудуня. Мистецтво та безліч капелюхів Володимира Радунського.(2023)

## Літературні твори
Документальна повість "Лія". Перша публікація журнал "Хрещатик" (2018)

## Громадська позиція
У 2018 підтримав звернення Європейської кіноакадемії на захист ув'язненого у Росії українського режисера Олега Сенцова.